# Mese (mitologia)
Mese (gr. Μήση Mḗsē, łac. Mese) – w mitologii greckiej jedna z trzech muz liry, córka Apollona. Była czczona przede wszystkim w Delfach. Jej siostry to Nete i Hypate. Jej imię oznacza także średni z siedmiu dźwięków liry.